# Sthenelais setosa
Sthenelais setosa är en ringmaskart som beskrevs av Bush in Verrill 1900. Sthenelais setosa ingår i släktet Sthenelais och familjen Sigalionidae. Inga underarter finns listade i Catalogue of Life.